# 毛昭宪
毛昭宪（英語：Van C. Mow，1939年1月10日—），美国生物工程学家，美国国家工程院院士，美国国家医学院院士。毛昭宪是美国第一位华人“两院院士”，也是中国科学院首批外籍院士之一。

## 生平
籍贯浙江奉化。被称为是美国“骨骼生物力学三巨头”之一。父亲毛邦初将军，为抗日战争时期中国空军中的高级将领，曾参与武汉保卫战的空战和驼峰航线的布置开辟工作。
毛昭宪现任美国国家工程院生物工程部主席，哥伦比亚大学生物医学工程系主任（Stanley Dicker Professor & Inaugural Chairman, Department of Biomedical Engineering, Columbia University），上海交通大学、北京航空航天大学名誉教授。2005年，毛昭宪将自己珍藏的父亲遗物——关于驼峰航线的重要历史资料捐献给北京航空航天大学。
毛昭宪并是美国航空航天局（NASA）航空医药及外太空环境医药委员会的委员。

## 著作
- Basic Orthopaedic Biomechanics （《骨科生物力学基础》，合著）
- Biomechanics Of Diarthrodial Joints （《生物力学和机动关节》）
- Cell Mechanics and Cellular Engineering （《细胞力学和细胞工程学》）
- Basic Orthopaedic Biomechanics and Mechano-Biology （《基础骨科生物力学与机械生物学》，合著）
- Knee Meniscus: Basic and Clinical Foundations （《膝关节半月板：临床基礎》）

## 其他
美国机械工程学会（American Society of Mechanical Engineering）有Van C. Mow Medal（毛昭宪奖章）以他的名字命名，奖励那些在生物工程学研究教学领域做出杰出贡献的学者。